# David Lyons
David John Lyons (Orange, 15 giugno 1980) è un rugbista a 15 australiano, terza linea centro dello Stade français; ha partecipato a due edizioni della Coppa del Mondo di rugby, nel 2003 e nel 2007.

## Biografia
Capitano degli Australian Schoolboys a 17 anni, disputò il suo primo tour con la rappresentativa giovanile l'anno seguente, in Canada, Irlanda e Regno Unito.
Nel Super 12 esordì a 20 anni, nel 2000, con la maglia dei Waratahs; in 8 stagioni con la franchise di Sydney ha disputato 100 incontri, 89 dei quali da terza centro e 11 da flanker.
Ancora nel 2000 giunse l'esordio in Nazionale australiana, in un test match a Brisbane contro l'Argentina.
Presente alla Coppa del Mondo di rugby 2003, giunse con l'Australia fino alla finale della competizione, poi persa contro l'Inghilterra; quattro anni più tardi, alla Coppa del Mondo di rugby 2007, raggiunse i quarti di finale, subendo l'eliminazione, di nuovo, dagli inglesi.
Dopo un'ennesima stagione nel Super 14, a maggio 2008 giunse il trasferimento in Europa in Celtic League; nel 2009 giunse anche una convocazione nei Barbarians per un incontro con un XV proprio dell'Australia a Twickenham.
Alla fine della Celtic League 2010-11 Lyons si è trasferito in Francia allo Stade français.